# Bianca Shomburg
Bianca Shomburg (17 de septiembre de 1974, Hiddenhausen, Renania del Norte-Westfalia) es una cantante alemana, conocida por su participación en el Festival de la Canción de Eurovisión 1997.
En 1996, Shomburg formó parte del concurso de talento televisivo European Soundmix Show 1996, donde ella resultó ser la ganadora, obteniendo un contrato de grabación con el productor Harold Faltermeyer y, logró lanzar su primer sencillo titulado "I Believe in Love". En 1997, ella ingresó a la selección nacional Alemana para Eurovisión con la canción "Zeit" (Tiempo), compuesta por Ralph Siegel, la cual había sido originalmente escrita por Esther Ofarim. Participó en la 42ª edición del Festival de Eurovisión, celebrado en la ciudad de Dublín, Irlanda el 3 de mayo. Su presentación en el concurso fue muy decepcionante, ya que solo alcanzó a llegar al puesto 18 (de 25 países) con 22 puntos.
Luego de su aparición en Eurovisión, lanzó su primer álbum de estudio, titulado It's My Time, el cual fue un fracaso comercial, siendo su único disco hasta la fecha. Debido a su incapacidad de obtener éxito en el mundo comercial, se retiró del mundo de la fama por un tiempo, hasta que reapareció cantando en un reality show Alemán, llamado Deutschland sucht den Superstar. Desde 2008, Shomburg ha trabajado con la banda de country rock Nashfield.

## Discografía

### Sencillos
- 1996: "I Believe In Love"
- 1997: "Zeit"
- 1997: "Only Your Love"
- 1998: "Ich lieb' dich mehr"
- 1999: "Ich glaub noch immer an Wunder"

### Álbumes de estudio
- 1997: It's My Time